# Тим (Курская область)
Тим — посёлок городского типа, административный центр Тимского района Курской области России.
Образует одноимённое муниципальное образование посёлок Тим со статусом городского поселения как единственный населённый пункт в его составе.
Население — 3070 чел. (2021).
Расположен в верховьях реки Тим (бассейн Дона), на автодороге А144 Курск — Воронеж, в 35 км к юго-востоку от железнодорожной станции Щигры (на линии Курск — Воронеж) и в 75 км к востоку от Курска.

## История
Основан 23 мая 1779 года по указу Екатерины II, учреждённым из села Выгорного. Назван в честь реки Тим. С 1779 по 1924 год — уездный город Тимского уезда Курской губернии. 
В XVII веке в Тиме не было никакой промышленности, лишь проводились торги и дважды в год ярмарки. В 1864 году в Тиме были открыты женская гимназия и мужское приходское училище. В городе появилась больница, аптека, работала почтово-телеграфная контора, а также кожевенный завод с производством продукции на 3000 рублей в год. К 1870 году насчитывалось 20 школ и они находились в крупных сёлах уезда.
В XIX веке в уездном городе были построены три церкви: Знаменская Кладбищенская церковь (1885 год), церковь Введения во храм Пресвятой Богородицы и Крестовоздвиженская Соборная церковь (1835 год). Ныне сохранилась только Введенская церковь.

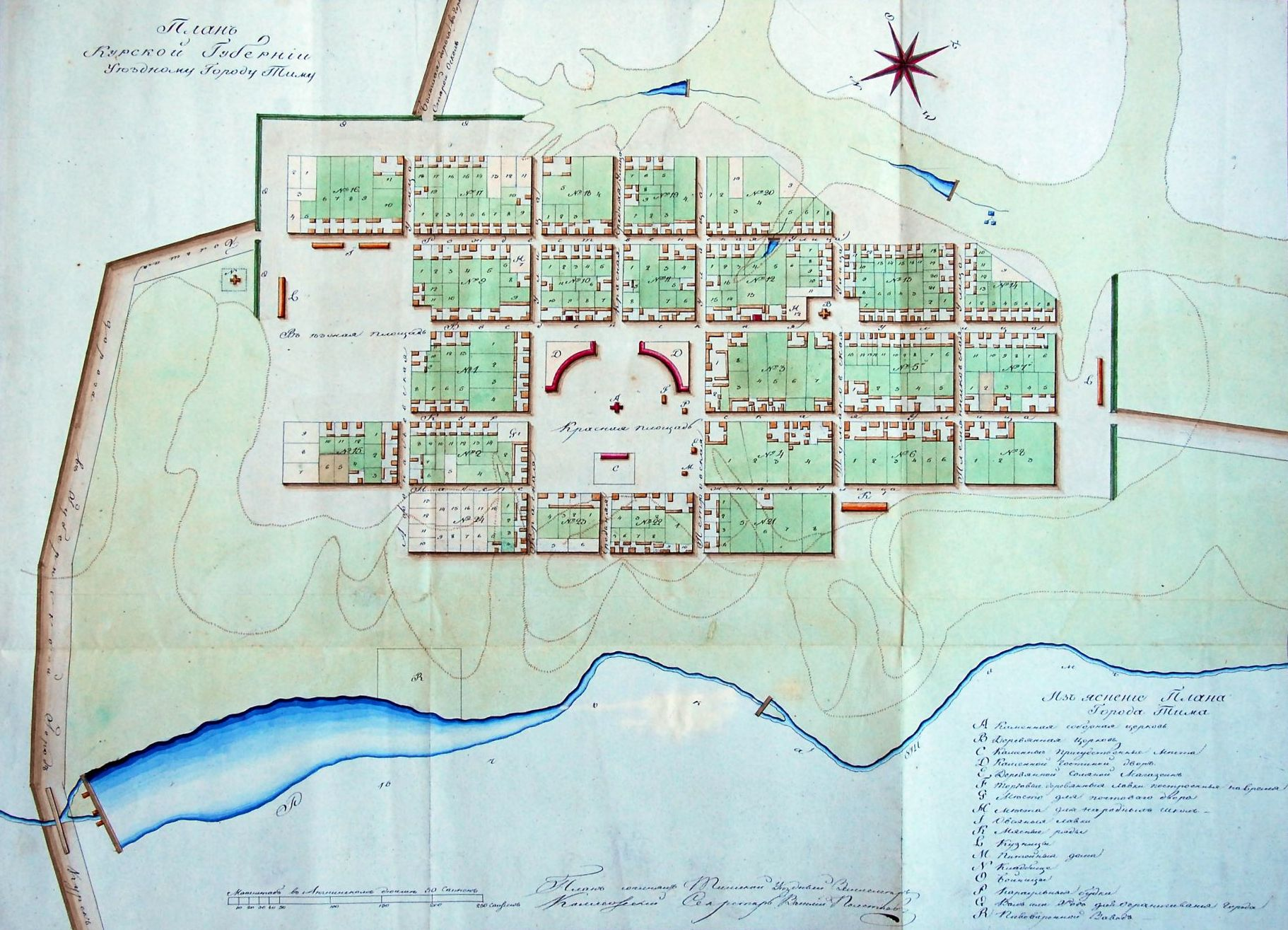
План уездного города Тима

По данным всеобщей переписи населения 1897 года в Тиме проживало 7377 человек, а перед 1917 годом — свыше 9 тысяч. 
В сентябре 1919 года во время деникинского похода на Москву город был взят на непродолжительное время «цветными» частями Белой Армии, а затем отбит большевиками. 
Статус посёлка городского типа — с 1938 года.
20 ноября 1941 года в результате отхода 6-й вдбр в направлении Черниковы Дворы, под большим нажимом превосходящих сил противника с танками, одновременно отошла и 5-я вдбр в направлении Илюшины Дворы, поэтому стык между 3-м вдк и 160-й стрелковой дивизией был открыт, что дало возможность противнику легко овладеть городом Тим. Период создавшейся сложной обстановки совпал с моментом передачи командования и переформирования 3-го вдк в 87-ю стрелковую дивизию.

## Климат
Климат Тима — умеренно континентальный, с морозной, продолжительной зимой и тёплым, нежарким летом. Посёлок расположен на достаточно большой (263 метра) высоте, поэтому климат здесь несколько холоднее, чем в Курске или Воронеже, между которыми он располагается. При этом осадков выпадает немного больше, чем в среднем по Черноземью.
| Показатель                    | Янв.  | Фев.  | Март | Апр. | Май  | Июнь | Июль | Авг. | Сен. | Окт. | Нояб. | Дек. | Год |
| ----------------------------- | ----- | ----- | ---- | ---- | ---- | ---- | ---- | ---- | ---- | ---- | ----- | ---- | --- |
| Средний суточный максимум, °C | −5,8  | −4,8  | 0,5  | 11,7 | 19,7 | 23,0 | 24,1 | 23,5 | 17,5 | 9,7  | 1,7   | −2,6 | 9,9 |
| Средняя температура, °C       | −9,1  | −8,3  | −2,9 | 7,0  | 14,1 | 17,5 | 18,8 | 18,0 | 12,5 | 5,8  | −1    | −5,4 | 5,6 |
| Средний суточный минимум, °C  | −12,3 | −11,8 | −6,2 | 2,4  | 8,6  | 12,1 | 13,6 | 12,5 | 7,6  | 2,0  | −3,6  | −8,2 | 1,4 |
| Норма осадков, мм             | 42    | 32    | 31   | 42   | 49   | 72   | 75   | 62   | 55   | 48   | 48    | 46   | 602 |
| Источник: Климат Тима         |       |       |      |      |      |      |      |      |      |      |       |      |     |

## Население
| 1897  | 1923  | 1939  | 1959  | 1970  | 1979  | 1989  | 2002  | 2009  |
| ----- | ----- | ----- | ----- | ----- | ----- | ----- | ----- | ----- |
| 7377  | ↘3031 | ↘2161 | ↗2166 | ↗2950 | ↗3658 | ↗4104 | ↘3758 | ↘3498 |
| 2010  | 2012  | 2013  | 2014  | 2015  | 2016  | 2017  | 2018  | 2019  |
| ↘3186 | ↗3204 | ↘3159 | ↘3113 | ↘3059 | ↘3013 | ↘3003 | ↘2974 | ↘2919 |
| 2020  | 2021  |       |       |       |       |       |       |       |
| ↘2867 | ↗3070 |       |       |       |       |       |       |       |

Национальный состав
По итогам переписи населения 2020 года проживали следующие национальности (национальности менее 0,1 % и другое, см. в сноске к строке «Другие»):
| Национальность | Численность, чел. | Доля     |
| -------------- | ----------------- | -------- |
| Русские        | 2956              | 96,29 %  |
| Армяне         | 23                | 0,75 %   |
| Белорусы       | 9                 | 0,29 %   |
| Турки          | 8                 | 0,26 %   |
| Украинцы       | 6                 | 0,20 %   |
| Другие         | 68                | 2,21 %   |
| Итого          | 3070              | 100,00 % |

## Экономика
Основные предприятия посёлка, функционировавшие в годы СССР (маслозавод, кирпичный завод, типография), в настоящее время не работают. Действует рынок, работает ДРСУ-3, сельхозпредприятия, Тимский РЭС, предприятие по пассажирским перевозкам.

## Культура
Действуют краеведческий музей, культурно-спортивный комплекс, межпоселенческая библиотека, кинотеатр, дом культуры, парки отдыха и детские площадки

## В литературе
Городу Тим посвящена миниатюра А. П. Чехова «Самый большой город».

## Персоналии
- Булгаков, Фёдор Ильич (1852—1908) — автор ряда книг по искусству. Родился в Тиме.
- Лысенко, Фёдор Ильич (1751—1832) — русский офицер, взявший в плен Костюшко. Провёл в Тиме последние годы.
- Эмануэль, Николай Маркович (1915—1984) — советский физикохимик, одним из ведущих в СССР специалистов в области кинетики и механизма химических реакций. Герой Социалистического Труда (1981), лауреат Ленинской премии (1958) и Государственной премии СССР (1983).